# Mondescourt
Mondescourt é uma comuna francesa na região administrativa de Altos da França, no departamento de Oise. Estende-se por uma área de 3,19 km². Em 2010 a comuna tinha 253 habitantes (densidade: 79,3 hab./km²).